# Кіран Кеннеді
Кіран Кеннеді (фр. Kieran Kennedy, нар. 23 вересня 1993, Манчестер) — англійський футболіст, захисник клубу «Рексем».

## Ігрова кар'єра
Вихованець клубів «Манчестер Сіті» та «Лестер Сіті», втім до першої команди жодного з двох клубів Прем'єр-ліги не пробився і на дорослому рівні дебютував за шотландський «Мотервелл», де грав з 2015 по 2017 рік.
23 березня 2017 року Кеннеді покинув клуб і повернувся до Англії, де в подальшому виступав за ряд нижчолігових клубів.

## Виступи за збірну
Виступав за юнацьку збірну Англії до 19 років.

## Особисте життя
Його дід Падді Кеннеді (1934—2007) також був футболістом, який грав за «Манчестер Юнайтед», «Саутгемптон» і «Блекберн Роверз».